# Расстройство приспособительных реакций
Расстройство приспособительных реакций (также расстройство адаптации) — состояние субъективного дистресса и эмоционального расстройства, обычно препятствующие социальному функционированию и продуктивности и возникающие в период адаптации к значительному изменению в жизни или стрессовому жизненному событию.
Стрессовый фактор может быть связан с негативным изменениями близкого социального круга пациента (переживание разлуки, потеря близких) или поражать более широкую сферу социальных отношений (изменение социального статуса, миграция).

## Распространённость
Распространённость (частота заболевания) значительно варьируется в зависимости от изучаемой популяции. В различных группах населения (дети, подростки, взрослые и пожилые) показатель распространённости расстройства адаптации колеблется в пределах 2-8 %.

## Диагностика
Важную роль в возникновении и формировании проявлений адаптационных расстройств играет индивидуальная предрасположенность или уязвимость. Однако считается, что расстройство адаптации не возникло бы без стрессового фактора.
Расстройство приспособительных реакций проявляется различными симптомами: депрессивное настроение, тревога, раздражительность. У подростков могут отмечаться расстройства поведения (например, агрессивное или диссоциальное поведение).
Тем не менее ни один из симптомов не является столь существенным или преобладающим, чтобы свидетельствовать о более специфическом диагнозе.